# Kim Woo-bin
Kim Woo-bin (en hangul, 김우빈; en hanja, 金宇彬; Seúl, Corea del Sur, 16 de julio de 1989) es un modelo y actor surcoreano, afiliado a la agencia Sidus HQ. Debutó en las pasarelas durante un desfile de la colección primavera-verano 2009 del diseñador Kim Seo Ryong en la semana de la moda de Seúl en 2008.

## Vida personal
Es buen amigo de los actores y modelos Lee Jong-suk y Ahn Bo-hyun, a quién conoce desde sus comienzos en el modelaje.
En julio del 2015, confirmó que estaba saliendo con la actriz surcoreana Shin Min-a.
El 24 de mayo de 2017, Kim fue diagnosticado con cáncer de nasofaringe. La agencia de Kim Woo-bin, Sidus HQ, sostuvo que Kim ha comenzado su tratamiento de radiación y medicamentos, y que pondrá un alto a todas sus actividades.

## Carrera
En febrero del 2020 se anunció que se había unido a la agencia "AM Entertainment". Previamente formó parte de la agencia "SidusHQ" del 2012 hasta diciembre del 2019, en febrero del 2020 se anunció que después de ocho años Woo-bin había decidido no renovar su contrato con la agencia.

### 2009: Como modelo
Kim Woo Bin deseaba seguir una carrera de modelo desde sus años de secundaria. Debutó en el 2009 como modelo de pasarela a la edad de 20 años y empezó a aparecer en Prêt-à-porter y en la Semana de la Moda de Seúl hasta la actualidad.

### 2011-2012: Debut como actor y cambio de nombre a Kim Woo Bin
A medida que su carrera progresaba, empezó a realizar comerciales que requerían habilidades básicas de actuación. A la vez, empezó a estudiar actuación para convertirse en un mejor modelo, pero empezó a enamorarse de la actuación diciendo: "A medida que el curso avanzaba, me encontré sintiendo la misma emoción y entusiasmo que sentí la primera vez que caminé por una pasarela".
Bajo el nombre artístico de Kim Woo Bin hizo su debut en la actuación en 2011, participando en el drama de misterio White Christmas en el sitcom de cable Vampire Idol que originalmente se planeó con 120 episodios, pero por baja audiencia se terminó con sólo 79.
En 2012, realizó un pequeño papel en la comedia romántica A Gentleman's Dignity. A la vez, apareció en el drama To The Beautiful You.

### Aumento de popularidad
2013 fue su gran año. Primero, se unió al elenco del drama juvenil School 2013.
Esto fue seguido por el aclamado y muy visto drama de Kim Eun Sook The Heirs, donde interpretó a un rebelde chaebol, heredero de una cadena de hoteles y resorts. Su popularidad aumentó considerablemente luego de la emisión del drama lo que hizo que recibiera más contratos por publicidad y diversas ofertas de actuación.
Luego de un año de su debut, Kim apareció en su primer rol principal en la película Friend: The Great Legacy, la exitosa secuela de Friends. En esta película interpretó a un gánster de Busan. Kim dijo que le gustó mucho la primera película y cuando se enteró de que se estaba planeando la continuación se propuso obtener un papel sin siquiera leer el guion. Aumentó 9 kilos para su personaje.
Además de eso, se convirtió en el presentador del programa musical M! Countdown desde el 15 de agosto de 2013 hasta 13 de febrero de 2014.

### 2014-presente: Pantalla grande y fama internacional
Fue elegido como parte del elenco de dos películas: The Con Artists y Twenty. Además de protagonizar la serie en línea Love Cell.
Kim, luego apareció en la campaña para Calvin Klein, Watches + Jewelry, convirtiéndolo en el primer modelo del Este Asiático de la marca.
En 2015, Kim fue reclutado para su primer papel principal en Uncontrollably Fond escrito por el guionista Lee Kyung-hee. El drama fue estrenado el 6 de julio de 2016.
Luego participó en la película Master junto a Lee Byung-hun y Kang Dong-won.  El estreno fue en diciembre del 2016 y se convirtió en la 11º película más vendida en Corea del Sur en 2016.
El 9 de abril de 2022 se unirá al elenco principal de la serie Our Blues, donde dará vida a Park Jung-joon, un capitán afectuoso y lúcido que busca a una mujer que no se vaya de la isla de Jeju, donde está ambientada la serie. El rodaje comenzó a finales de octubre, y su estreno está previsto en la primavera de 2022.
Ese mismo año se unirá al elenco principal de la serie Black Knight, donde dará vida a 5-8, un legendario repartidor a quien nadie puede oponerse porque tiene extraordinarias habilidades de lucha.

## Embajador Honorario
En abril del 2017, Kim fue nombrado como Embajador Honorario para los Juegos Olímpicos de Pyeongchang 2018, en Corea del Sur. Kim Woo-bin es el segundo actor en tomar este papel y formará parte de varias actividades para promocionar el evento.

## Apoyo a beneficencia
En marzo del 2020 se anunció que el pago que había recibido por su narración en el documental especial "Humanimal", lo había donado a la Fundación de Leucemia Infantil de Corea (inglés: "Korea Childhood Leukemia Foundation").
El marzo de 2022, la Asociación Hope Bridge de National Disaster Relief anunció que había recibido una donación de 100 millones de wones por parte del actor, para apoyar a las víctimas de las áreas afectadas por el incendio forestal que se salió de control en Gangwon y Gyeongsangbuk-do.

## Filmografía

### Películas
| Año  | Título                         | Hangul      | Papel          | Notas               | Ref.          |
| ---- | ------------------------------ | ----------- | -------------- | ------------------- | ------------- |
| 2012 | Runway Cop                     | 차형사      |                | Aparición especial  | [ 24 ]        |
| 2013 | Friend 2                       | 친구 2      | Han Sung-hoon  |                     | [ 25 ]        |
| 2014 | The Con Artists                | 기술자들    | Ji-hyuk        |                     |               |
| 2015 | Twenty                         | 스물        | Chi-ho         |                     | [ 26 ]        |
| 2016 | Master                         | 마스터      | Park Jang-goon |                     | [ 27 ]        |
| 2022 | Alien + People                 | 외계+인 1부 | Thunder        |                     |               |
| 2024 | Alienoid: Return to the Future | 외계+인 2부 | Thunder        |                     | [ 28 ]        |
| 2024 | Agente cinturón negro          | 무도실무관  | Lee Jung-do    | Película de Netflix | [ 29 ] [ 30 ] |

### Series de televisión
| Año  | Título                 | Papel           | Notas                        | Ref.          |
| ---- | ---------------------- | --------------- | ---------------------------- | ------------- |
| 2011 | White Christmas        | Kang Mi-reu     |                              |               |
| 2011 | Cupid Factory          | Roy             | Drama Special                |               |
| 2011 | Vampire Idol           | Woo-bin         |                              |               |
| 2012 | A Gentleman's Dignity  | Kim Dong-hyub   |                              | [ 24 ]        |
| 2012 | To the Beautiful You   | John Kim        | Aparición especial, ep. 9-11 |               |
| 2012 | School 2013            | Park Heung-soo  |                              |               |
| 2013 | The Heirs              | Choi Young-do   |                              | [ 31 ]        |
| 2016 | Uncontrollably Fond    | Shin Joon-young |                              | [ 32 ] [ 33 ] |
| 2022 | Nuestro horizonte azul | Park Jeong-joon |                              | [ 34 ] [ 35 ] |
| 2022 | Black Knight           | 5-8             | Serie web (Netflix)          | [ 36 ] [ 37 ] |

## Otras actividades

### Apariciones en programas de televisión
| Año            | Programa                                 | Notas                                                                                       |
| -------------- | ---------------------------------------- | ------------------------------------------------------------------------------------------- |
| 2022           | Unexpected Business 2 (Boss by Chance 2) | (ep. #1-5) - invitado                                                                       |
| 2015 2014 2013 | Running Man                              | (ep. #240) - invitado (ep. #188, #189, #191 y #225) - invitado (ep. #138 y #166) - invitado |
| 2013           | Hello Counselor                          | (ep. #116) - invitado                                                                       |

### Narrador
| Año  | Programa  | Notas      |
| ---- | --------- | ---------- |
| 2020 | Humanimal | documental |

### Presentador
| Año  | Evento                       | Notas         |
| ---- | ---------------------------- | ------------- |
| 2019 | 40th Blue Dragon Film Awards | [ 43 ] [ 44 ] |

### Vídeos musicales
- Kiss de Sandara Park (2009).
- Don't Mess With Me de 2EYES (2013).[45]
- Sweet Sorrow de Twenty (2015).

### Revistas / sesiones fotográficas
- 2020: Vogue Korea[46]
- 2020: Esquire Magazine[47]

## Anuncios
2010
- Samsung Sucurities

2012
- K-Food

2013
- Cass Beer
- Buckaroo Jeans
- Binggrae Banana Milk
- Gatsby Hair Wax
- Trugen
- Lotte International Cooking Snacks
- Diadora

2014
- Giordano
- Sieg
- Maxim Café
- Domino's Pizza
- 7even Yakult
- Microsoft Surface 2
- KFC (China)
- Samsung Electronics (Vietnam)
- Tao Ti Green Tea (China)
- CJ Olive Young
- Bottega Verde
- Mercury Textiles (China)
- Alba Heaven

2014 - 2015
- Merrell

2015
- Calvin Klein Relojes

2017
- '동서식품 - 맥심 모카골드 '요즘은 이렇게 탑니다' 편 - junto a Jo Woo-jin

## Desfiles
| - Lone Costume, 2006 - Seoul F/W, 2008 - Seoul F/W, 2009 - Pret a Porter S/S, 2009 - Seoul collection S/S, 2009 - Maxim Fashion Show, 2009 - Seoul collection F/W, 2010 - Seoul collection S/S, 2010 - Pret a Porter F/W, 2011 - Seoul collection F/W, 2011 - Pret a Porter S/S, 2011 - Seoul collection S/S, 2011 - Seoul Fashion Week D.GNAK by Kang D., 2011 - Seoul Fashion Week Vanhart di Albazar, 2012 - Seoul Fashion Week Dominic's Way, 2012 | - Seoul Fashion Week D.GNAK por Kang D., 2012 - Seoul Fashion Week Vanhart di Albazarpor Jung Du-young, 2013 - Seoul Fashion Week D.GNAK por Kang D., 2013 - Seoul Fashion Week Dominic's Way, 2013 - Seoul Fashion Week F/W 2013: Kim Seo-ryong Homme, 2013 - Guess Underwear Launching Show - Lie Sang Bong - Porsche - Louis Quatorze show - Loewe. |

## Premios y nominaciones
| Año  | Premio                                            | Categoría                                    | Trabajo Nominado         | Resultado | Ref.          |
| ---- | ------------------------------------------------- | -------------------------------------------- | ------------------------ | --------- | ------------- |
| 2013 | 8.º Asia Model Festival Awards                    | Nueva estrella                               | Él Mismo                 | Ganador   |               |
| 2013 | 49avo Baeksang Arts Awards                        | Mejor Nuevo Actor (TV)                       | School 2013              | Nominado  |               |
| 2013 | 49avo Baeksang Arts Awards                        | Actor Más Popular                            | School 2013              | Nominado  |               |
| 2013 | 7.º Mnet 20's Choice Awards                       | 20's Booming Star – Hombre                   | School 2013              | Nominado  |               |
| 2013 | 6.º Korea Drama Awards                            | Mejor Nuevo Actor                            | School 2013              | Nominado  |               |
| 2013 | 2.º APAN Star Awards                              | Mejor Nuevo Actor                            | School 2013              | Ganador   |               |
| 2013 | 18.os Anhui TV Drama Awards                       | Actor Extranjero Más Popular                 | The Heirs                | Ganador   |               |
| 2013 | SBS Drama Awards                                  | Top 10 Star                                  | The Heirs                | Ganador   |               |
| 2013 | SBS Drama Awards                                  | Premio a la Popularidad                      | The Heirs                | Nominado  |               |
| 2014 | 9.º Asia Model Festival Awards                    | Estrella Asiática                            | Él Mismo                 | Ganador   |               |
| 2014 | 50avo Baeksang Arts Awards                        | Mejor Nuevo Actor (Cine)                     | Friend: The Great Legacy | Nominado  |               |
| 2014 | 50avo Baeksang Arts Awards                        | Actor Más Popular (Cine)                     | Friend: The Great Legacy | Nominado  |               |
| 2014 | 50avo Baeksang Arts Awards                        | Actor Más Popular (TV)                       | The Heirs                | Nominado  |               |
| 2014 | 2.º Asia Rainbow TV Awards                        | Mejor Actor de Reparto                       | The Heirs                | Nominado  |               |
| 2014 | 18.º Puchon International Fantastic Film Festival | Fantasía Award                               | Él Mismo                 | Ganador   |               |
| 2014 | 6.º Singapore Entertainment Awards                | Artista Más Popular Coreano (TV)             | Él Mismo                 | Nominado  |               |
| 2014 | 9.º Seoul International Drama Awards              | People's Choice Actor                        | The Heirs                | Nominado  |               |
| 2014 | 7.º Korea Drama Awards                            | Premio a la Excelencia (Actor)               | The Heirs                | Nominado  |               |
| 2014 | 7.º Style Icon Awards                             | Top 10 Iconos de Estilo                      | Él Mismo                 | Nominado  |               |
| 2014 | 3.er APAN Star Awards                             | Premio a la Excelencia (Actor de Miniseries) | The Heirs                | Nominado  |               |
| 2014 | 51.º Grand Bell Awards                            | Premio a la Popularidad                      | Friend: The Great Legacy | Ganador   |               |
| 2014 | 35.º Blue Dragon Film Awards                      | Mejor Nuevo Actor                            | Friend: The Great Legacy | Nominado  |               |
| 2014 | 35.º Blue Dragon Film Awards                      | Premio a la Popularidad                      | Friend: The Great Legacy | Ganador   |               |
| 2022 | 8th APAN Star Awards                              | Mejor pareja (con Han Ji-min)                | Nuestro horizonte azul   | Nominados | [ 48 ] [ 49 ] |